# Novartis Sverige
Novartis Sverige Aktiebolag är ett svenskt dotterbolag till ett av världens största läkemedelsbolag i schweiziska Novartis AG.
Företaget har som uppgift att marknadsföra koncerntillverkade läkemedel som berör behandlingsområdena för bland annat allergi-, centrala nervsystems-, endokrina-, hjärt-, hud-, lung-, kärl- och tumörsjukdomar.